# スーパーロボット大戦COMPACT
『スーパーロボット大戦COMPACT』（スーパーロボットたいせんコンパクト）、『スーパーロボット大戦COMPACT for WonderSwanColor』（スーパーロボットたいせんコンパクト フォー ワンダースワンカラー）は、1999年4月28日にバンプレストから発売されたシミュレーションRPG。

## 概要
SDで表現されたロボット達が競演するクロスオーバー作品「スーパーロボット大戦シリーズ」の一つ。シリーズ内シリーズであるCOMPACTシリーズの一作目にあたり、バンプレストのワンダースワン参入第1弾ソフトでもある。ルート分岐は無く、シナリオは一本道で進む。全33話。
パーソナルデータテーブル（後述）との混同を避けるためオリジナルの主人公は採用されていない。最終ボスも版権作品のキャラクターが務めているため、スーパーロボット大戦シリーズ第一作『スーパーロボット大戦』以来の『バンプレストオリジナル』が登場しない作品となっている。

### ワンダースワンカラー版
2001年には、ワンダースワンカラーへの対応と演出強化・ゲームバランスの調整などが行われた『スーパーロボット大戦COMPACT for WonderSwanColor』（以下WSC版）が発売された。
システムが『スーパーロボット大戦COMPACT2』に近いものに変更された他、『スーパーロボット大戦COMPACT』では描かれていたSDガンダムの瞳が無くなった。また、新規ユニットの追加、一部ユニットのグラフィック描き直しや、カットインイラストの追加・隠し要素の入手条件変更・敵増援の追加・ボスユニットの強化など、シナリオ以外の面で多数の変更がなされている。

## あらすじ
宇宙世紀00XX。マジンガーチームとゲッターチームがメガノイドとの戦いに勝ち、ムゲ・ゾルバトス帝国の侵攻をホワイトベース隊が食い止めてから一年が経過した。
ジオン公国が地球連邦政府へ独立戦争を始め、後に「一年戦争」と呼ばれる戦乱が起こる。この最中、新たな脅威、旧大戦の生き残りが復活しつつあった。

## 登場作品
☆マークは携帯機初参戦作品。
- ☆超獣機神ダンクーガ
- 機動戦士ガンダム
- ☆機動戦士ガンダム0080 ポケットの中の戦争
- ☆機動戦士ガンダム0083 STARDUST MEMORY
- 機動戦士Ζガンダム
- 機動戦士ガンダムΖΖ
- 機動戦士ガンダム 逆襲のシャア
- 機動戦士ガンダムF91
- ☆新機動戦記ガンダムW Endless Waltz
- ☆無敵鋼人ダイターン3
- ☆聖戦士ダンバイン
- ☆重戦機エルガイム
- マジンガーZ
- グレートマジンガー
- ゲッターロボ
- ゲッターロボG
- ☆真ゲッターロボ(原作漫画版)
- ☆闘将ダイモス
- ☆勇者ライディーン

### 解説
携帯機初参戦は『超獣機神ダンクーガ』『機動戦士ガンダム0080 ポケットの中の戦争』『機動戦士ガンダム0083 STARDUST MEMORY』『新機動戦記ガンダムW Endless Waltz』『無敵鋼人ダイターン3』『聖戦士ダンバイン』『重戦機エルガイム』『真ゲッターロボ(原作漫画版)』『闘将ダイモス』『勇者ライディーン』の10作品。新規作品は無く、また版権作品を扱ったシリーズでは珍しく、オリジナルキャラクターやメカも登場しない異色作となっている。
『新機動戦記ガンダムW Endless Waltz』は過去作品においてはユニット登場のみのゲスト扱いだったため、正式に表記されるのは本作が初となる。また表記はないが、『超獣機神ダンクーガ』はOVA『超獣機神ダンクーガ 失われた者たちへの鎮魂歌』と『GOD BLESS DANCOUGA』のストーリーが主軸となっている。

### パッケージ登場機体
スーパーロボット大戦COMPACT
- ゲッター1（ゲッターロボ）
- ダイモス（闘将ダイモス）
- ライディーン（勇者ライディーン）
- ダンクーガ（超獣機神ダンクーガ）
- ウイングゼロカスタム（新機動戦記ガンダムW Endless Waltz）

スーパーロボット大戦COMPACT for WonderSwanColor
- ゲッタードラゴン（ゲッターロボG）
- Ζガンダム（機動戦士Ζガンダム）
- ダンクーガ
- ライディーン
- ダイモス

## システム
ここでは、本作特有のシステムや新規追加・変更されたシステムについて解説する。シリーズ共通のシステムについてはスーパーロボット大戦シリーズのシステムを参照。
本作で採用されたシステムは、後の『スーパーロボット大戦COMPACT2』『スーパーロボット大戦MX』などに受け継がれている。
フリーオーダーシナリオ
従来のシリーズ作品では、ステージのクリア順序はルート分岐以外で選ぶことができなかったが、今作ではストーリーをいくつかのシーンにわけ、その最初と最後のステージ以外の順番を自由に選べるようになっている。ストーリーの大筋は変わらないものの、先に選んだステージで倒した敵が後に選んだステージに現れないなど、微妙な変化が起きる。
スキルコーディネイト
ステージクリア時にボーナスとしてパイロットに特殊能力を付加できるシステム。付加できる能力はターン数に応じて決定され、少ないターンでクリアするほど強力な能力を手にすることができる。
パーソナルデータテーブル
各キャラクターの習得する精神コマンドが、ワンダースワン本体に入力された個人情報により変化するシステム。
WSC版では、上記に加え『スーパーロボット大戦COMPACT2』より援護システムが追加された。

## スタッフ
PRODUCER
SOICHIRO MORIZUMI
DIRECTOR
IKATARO
DESIGN WORKS
LAY-UP
SCIENARIO
SOICHIRO MORIZUMI
※ゲーム内の表記がアルファベットのためそのまま記載。

## プロモーション

### テレビCM
スーパーロボット大戦COMPACT
ゲーム映像を使用したCMで、ナレーションは鈴置洋孝。
スーパーロボット大戦COMPACT for WonderSwanColor
声優の神谷明が、ゲーム映像にあわせて過去に自分が演じたキャラクター達に声援を送るCM。画面はセピア調のエフェクトがかけられており、カラー化されていることを強調しないCMになっている。ナレーションは矢島晶子。

## 関連商品

### 攻略本
- スーパーロボット大戦COMPACT 完全攻略ガイド ISBN 9784840211581
- スーパーロボット大戦COMPACT パーフェクトガイド ISBN 9784797309386
- スーパーロボット大戦COMPACT 必勝攻略法 ISBN 9784575161724
- ワンダースワン必勝法スペシャル スーパーロボット大戦COMPACT ISBN 9784766932201
- ゲームの歩き方Bookシリーズ スーパーロボット大戦COMPACT ISBN 9784198200824
- スーパーロボット大戦COMPACT for WonderSwanColor パーフェクトガイド ISBN 9784797318555